# Krystyna Ingersleben-Borowska
Krystyna Ingersleben-Borowska (ur. 13 listopada 1927 w Brześciu, zm. 15 stycznia 2014 w Gdyni) – polska śpiewaczka operowa śpiewająca sopranem koloraturowym, zasłużony pedagog.

## Życiorys
Karierę rozpoczęła w 1952, od 1957 przez rok była związana z Teatrem Muzycznym w Gdańsku. W 1957 debiutowała rolą Małgorzaty w operetce "Bal w Operze" w reżyserii Danuty Baduszkowej podczas inaugurującej działalność Teatru Muzycznego w Gdyni. Do 1964 była związana z Operą i Filharmonią Bałtycką w Gdańsku, następnie wykładała w Studium Wokalno-Aktorskim im. Danuty Baduszkowej, w Wyższej Szkole Muzycznej w Gdańsku oraz w Akademii Muzycznej im. Stanisława Moniuszki w Gdańsku. Zaangażowana społecznie w działalność stowarzyszeń lokalnych i katolickich m.in. Chórem im. ks. prof. J. Orszulika.
Pochowana na cmentarzu Witomińskim w Gdyni (kwatera 13-24-12a).

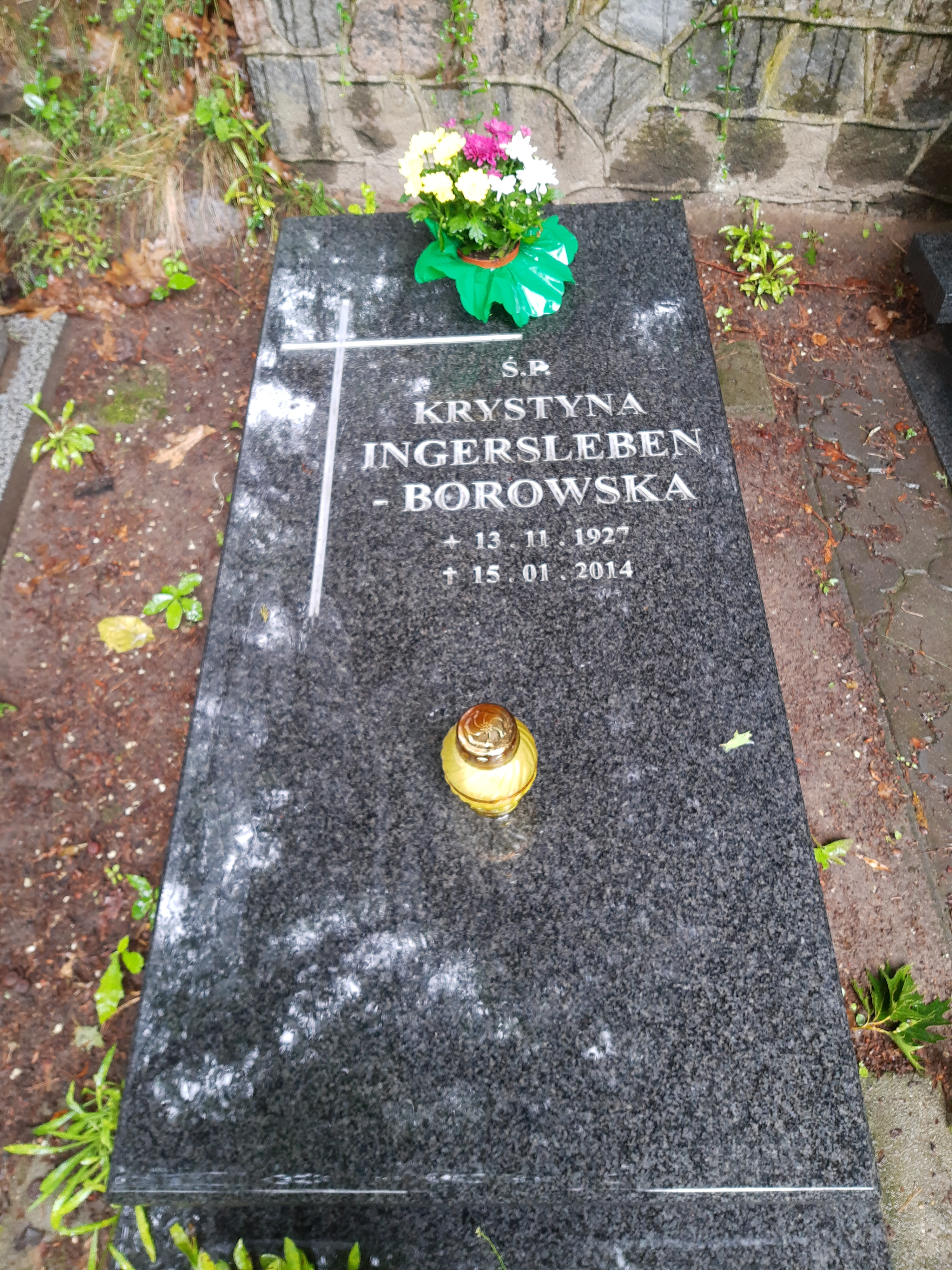
Grób Krystyny Ingersleben-Borowskiej na cmentarzu Witomińskim